# Ferrocarril de Cundinamarca
El ferrocarril de Cundinamarca fue un sistema de transporte de pasajeros y de carga que se localiza en la sabana de Bogotá, su estación central era la Estación de la Sabana de Bogotá el cual tiene las siguientes divisiones por el occidente iba hasta el municipio de Facatativá, pasando por las estaciones de Fontibón, Funza, Mosquera, Madrid y finalmente Facatativá, el segundo tramo es el ferrocarril de Girardot y cubre los municipios de Facatativá, Zipacón, Anolaima, Cachipay, La Mesa, Anapoima, Apulo, Tocaima y finaliza en el puente férreo sobre el río Magdalena en Girardot y el tercer tramo que comprende el ferrocarril de Cundinamarca era el ferrocarril del sur, que comprende los municipios de Soacha y Sibaté y la estación de Bosa actual localidad de Bogotá, el tramo tiene un ramal en 1912 se inició el tramo que llevaría al Salto de Tequendama y que sólo se concluyó hasta 1927. Allí se erigió un imponente hotel. Sus rieles fueron levantados en 1943.
Este sistema ferroviario transportaba pasajeros y carga de los municipios mencionados, el primer tramo tiene una longitud de 40 kilómetros desde la ciudad de Bogotá, hasta el municipio de Facatativá. Actualmente este tramo se encuentra dentro del proyecto del tren de cercanías de Bogotá la cual es su primera fase y se tiene proyectado que el proyecto que empiece a funcionar para el año 2021. El segundo tramo Facatativá, Girardot tiene una longitud de 132 kilómetros y el tercer tramo alrededor de unos 35 kilómetros hasta entonces el hotel en el salto del Tequendama.

## Construcción del ferrocarril
La construcción del ferrocarril empieza hacia el año de 1873 con el objetivo de comunicar la capital de Colombia con el puerto de Buenaventura (Valle del Cauca) y su, para lo cual se empieza la construcción del ferrocarril que empieza para el año de 1880, el gobierno quedó facultado por el Congreso para la construcción de una vía férrea que uniera a Bogotá con el puerto fluvial de Girardot, un eslabón de la vía a Buenaventura. El contrato con Cisneros se formalizó al año siguiente, pero al poco tiempo, concluidos los primeros 27 kilómetros, se rescindió el contrato a pedido del contratista por dificultad financiera. En ese año 1885 también Cisneros suspendió la construcción en el Ferrocarril de Antioquia ya concluido el tramo de Puerto Berrío a Pavas. Y en cuanto al Ferrocarril de Girardot, con la disculpa de la guerra civil, ocurrió lo mismo. Cisneros era un empresario, su compañía contrataba ingenieros norteamericanos para el trazado y la construcción.
Un año más tarde desaparecieron los estados soberanos y se constituyó una sociedad entre el Departamento de Cundinamarca y la nación para la unión de Bogotá y Facatativá. Las demás vías continuaron progresando. El 20 de julio de 1889 se inauguró el Ferrocarril de la Sabana entre la capital y Facatativá.

## Ramales

### Ferrocarril de la sabana
El Ferrocarril de la Sabana de Cundinamarca, conocido también como Tren de la Sabana, fue uno de los ramales ferroviarios localizados en la sabana de Bogotá de Cundinamarca, su estación central es la Estación de la Sabana, localizada en la ciudad de Bogotá, comprende la ciudad de Bogotá y los municipios de Mosquera, Funza, Madrid, Facatativa, Soacha, Sibaté, Zipacón, Anolaima, Cachipay, La Mesa, Anapoima, Apulo, Tocaima y finaliza en el puente férreo sobre el río Magdalena en Girardot, también están las estaciones de los siguientes municipios y parajes, alto de la tribuna en Facatativá, Estación de los Alpes, Albán, La Frontera, La Tribuna, Sasaima, Namay, San Miguel, Mave, Bagazal, Villeta, Tobia, Útica, Guadero, Dindal, Córdoba, Cambras, Colorados y Puerto Salgar, en donde hace comunicación con el FC de la Dorada, con el municipio de Honda (Tolima).
Se divide en varios ramales, los más conocidos son el Ferrocarril de occidente que va desde la ciudad de Bogotá, hasta el municipio de Facatativa, el ferrocarril del sur que parte desde la ciudad de Bogotá hasta el municipio de Sibaté, el ferrocarril del norte que parte de la ciudad de Bogotá hasta el municipio de Barbosa (Santander) y el ferrocarril de Girardot que inicia en el municipio de Girardot y termina en el municipio de Facatativa.

### Ferrocarril de Occidente
Inauguradas en 1889 y originalmente denominado como Ferrocarril de la Sabana y Cundinamarca, fue construido con el propósito de comunicar a Bogotá con el Magdalena a la altura de Puerto Salgar. Para esto, los ingenieros colombianos Indalecio Liévano (1833-1913) y Juan Nepomuceno González Vásquez (1839-1910) adaptaron en 1865 el camino que había sugerido el francés Antoine Poncet en 1848. Hacia 1882, se inició su construcción, la cual llegó a Facatativá en 1889, en 1921 se creó la Compañía del Ferrocarril de Cundinamarca cuya prolongación hasta el bajo Magdalena se concluyó en 1925, para ese año, se dispuso su empalme con el Ferrocarril de Girardot, por lo que se realizó el angostamiento del Ferrocarril de La Sabana y Cundinamarca para el año de 1936 se prolongó hasta Puerto Salgar y en 1953 se integró a la División Central de los Ferrocarriles Nacionales.
1. Estación de la Sabana- km 0
2. Estación Paradero km 2- km 2
3. Estación Puente Aranda/ Terminal de Carga- km 5
4. Estación Fontibón- km 10
5. Estación Engativa- km 13
6. Estación Paradero Cerrito/La Floresta- km 16
7. Estación Funza (Actualmente Demolida)- km 18
8. Estación Mosquera- km 22
9. Estación Madrid- km 26
10. Estación El Corzo- km 33
11. Estación Paradero Los Micos- km 39
12. Estación Facatativá- km 40

### Ferrocarril del Sur
Su construcción se inició en 1895 y buscaba comunicar Bogotá con Soacha. En 1903 llegó a Sibaté y dos años después, bajo la dirección del ingeniero Enrique Morales Ruiz (1851-1920), se empalmó con el Ferrocarril de La Sabana cuya estación se construyó en Bogotá, aledaña a la de este ferrocarril. En 1912 se inició el tramo que llevaría al Salto de Tequendama y que sólo se concluyó hasta 1927. Allí se erigió un imponente hotel. Sus rieles fueron levantados en 1943.
1. Estación Bosa: Autopista Sur - Calle 65 Sur, inaugurada en 1899
2. Estación Soacha: Carrera 5 - Calle 13, inaugurada en 1899
3. Estación Alicachín (Chusacá): Autopista Sur, Soacha - Sibate K4+600, inaugurada en 1903
4. Estación Santa Isabel (Sibaté): inaugurada en 1903
5. Estación San Miguel: inaugurada en 1930

Ramal Salto de Tequendama
1. Estación El Charquito: inaugurada en 1927
2. Estación Salto de Tequendama: inaugurada en 1927

### Ferrocarril de Girardot
La vía pasa por Facatativá, Zipacón, Anolaima, Cachipay, La Mesa, Anapoima, Apulo, Tocaima y finaliza en el puente férreo sobre el río Magdalena en Girardot, tiene una longitud total de 132 kilómetros, sus obras empezaron en el año de 1881 y se terminó en 1909, se suspendió a varios problemas entre ellos las guerras civiles en Colombia y las huelgas de las épocas, empezó a funcionar para el año de 1910 y finaliza sus actividades para el año 1970 por casos de corrupción.
Su construcción, que buscaba comunicar Bogotá con el río Magdalena, fue autorizada en 1873 e iniciada por el ingeniero Francisco Javier Cisneros en 1881. En 1888 la línea llegó hasta Apulo y su prolongación fue difícil por la carencia de recursos económicos. Hubo que esperar hasta 1895 para la reanudación de su construcción que se extendió sólo 10 km en doce años. Finalmente, en 1909 llegó a Facatativá y allí empalmó con el Ferrocarril de La Sabana. De esta manera se eliminó la mula en la cadena de transporte entre la Costa y Bogotá: se tomaba el tren de Puerto Colombia a Barranquilla, vapor de río hasta La Dorada (Caldas), tren hasta Ambalema, vapor hasta Girardot y dos trenes más hasta Bogotá. Fue incorporado en 1953 a los Ferrocarriles Nacionales
En 1923, durante el gobierno de Miguel Abadía Méndez (1867-1947), se contrató con la casa Sir W.G. Armstrong Whitworth & Company Limited la construcción del puente de Girardot sobre el río Magdalena. Fue inaugurado en 1930 y unió el Ferrocarril de Girardot con el del Tolima - Huila.
Este tramo de rieles y polines se empezó a tender en 1886, pero las obras debieron suspenderse por una guerra civil. Dos años después se reanudó la construcción.
Durante 12 años el ferrocarril se estancó debido al incumplimiento de los contratistas. La cesión de la obra a la firma Columbian National Railway Co. encarriló de nuevo los trabajos y en 1909 el tren llegó a Facatativá.
En 1924 el ferrocarril de Girardot se unió al de la sabana, haciendo posible la eliminación de la mula en la cadena de transporte entre la Costa y Bogotá.
Un año antes, la Nación compró la concesión a la Columbian National Railway Co y se inició la construcción del puente en Girardot, que fue inaugurado el primero de enero de 1930, empatando el ferrocarril al sur.
El tren entre Girardot y Facatativá tuvo sus años dorados entre 1910 y 1950. Llegó a tener hasta 80 máquinas a vapor que, a su paso, hicieron florecer en los municipios actividades turísticas. Todo hasta mediados de 1970 cuando la actividad férrea concluyó.
El Ferrocarril de Girardot comprende los siguientes municipios y paradas:
1. Girardot - K000
2. La Virginia - K015
3. Tocaima - K028
4. Portillo - K031
5. Juntas - K039
6. Anapoima - K051
7. San Joaquín - K058
8. La Mesa (San Javier) - K072
9. El Hospicio (La Gran Vía) - K077
10. La Esperanza - K083
11. Cachipay - K090
12. Anolaima - K095
13. Zipacón - K117
14. Facatativá - K131,903

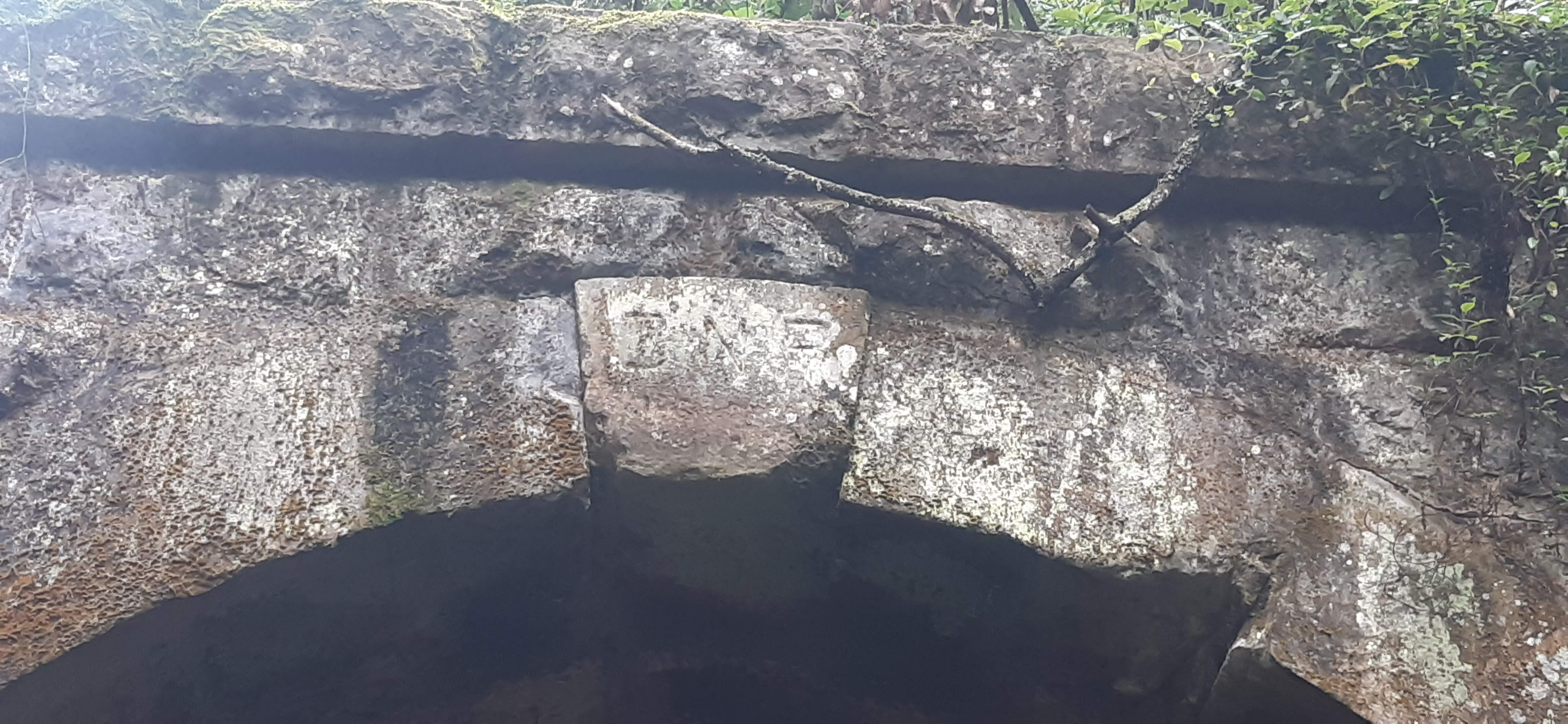
Grabado de las iniciales de la empresa de Ferrocarriles Nacionales de Colombia en el túnel de Zipacón.
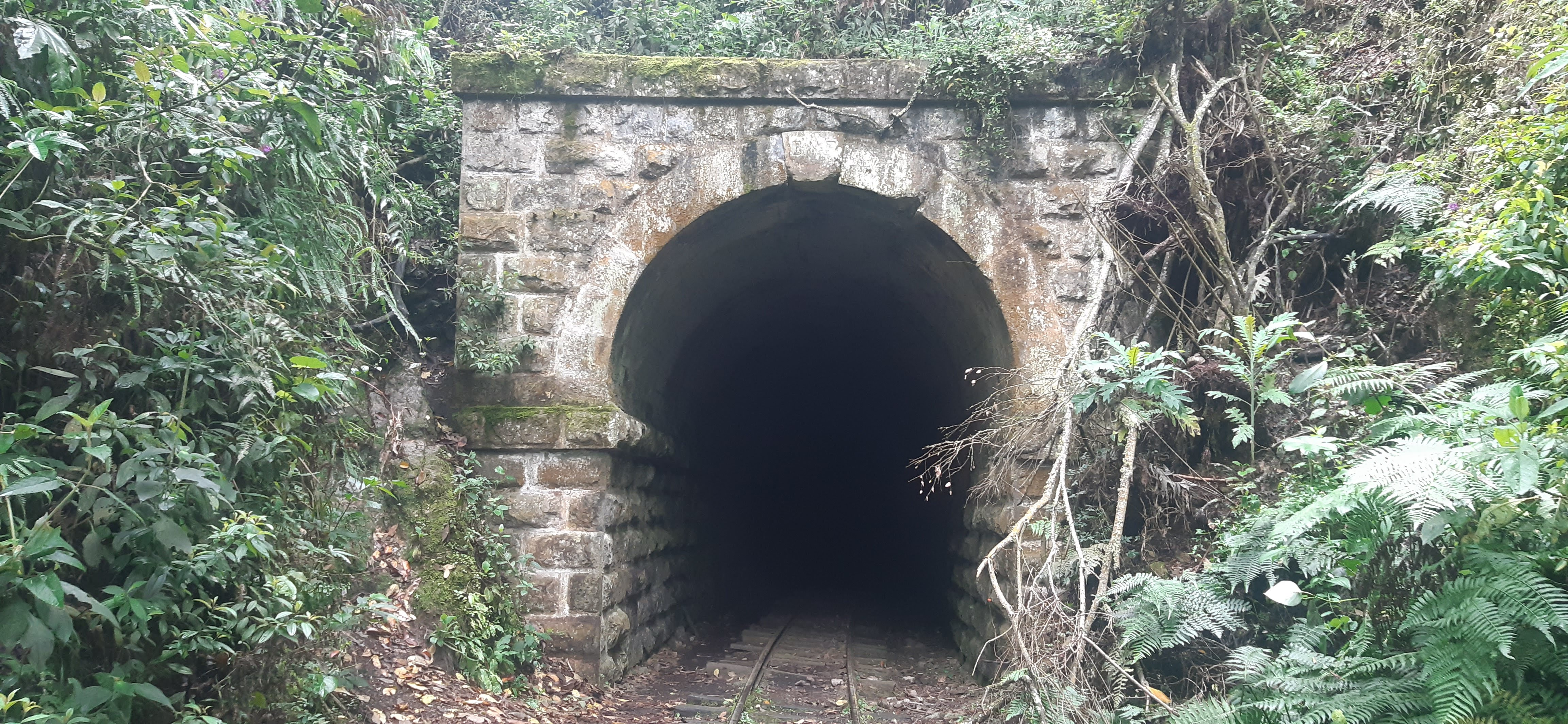
Túnel a la altura del municipio de Zipacón.
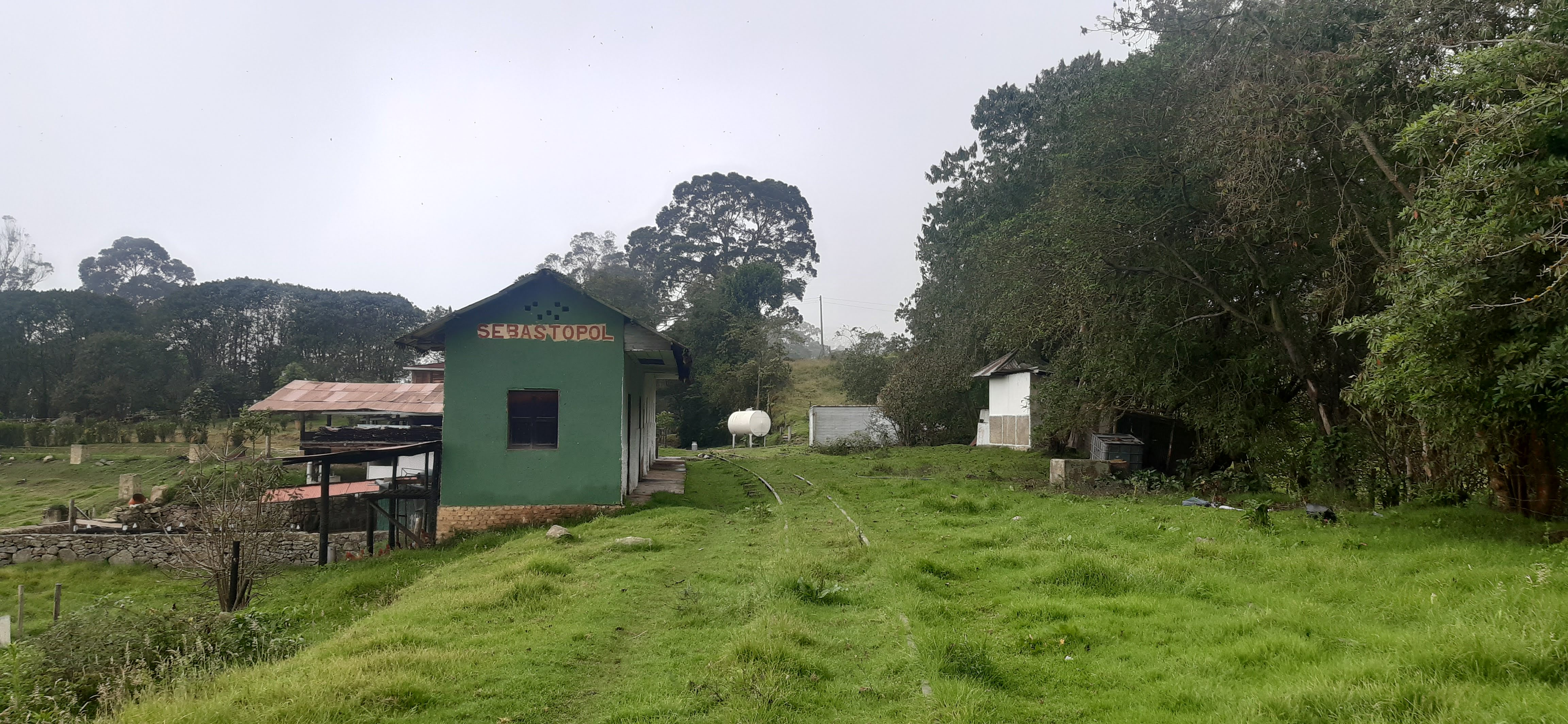
Estación satélite de Sebastopol.
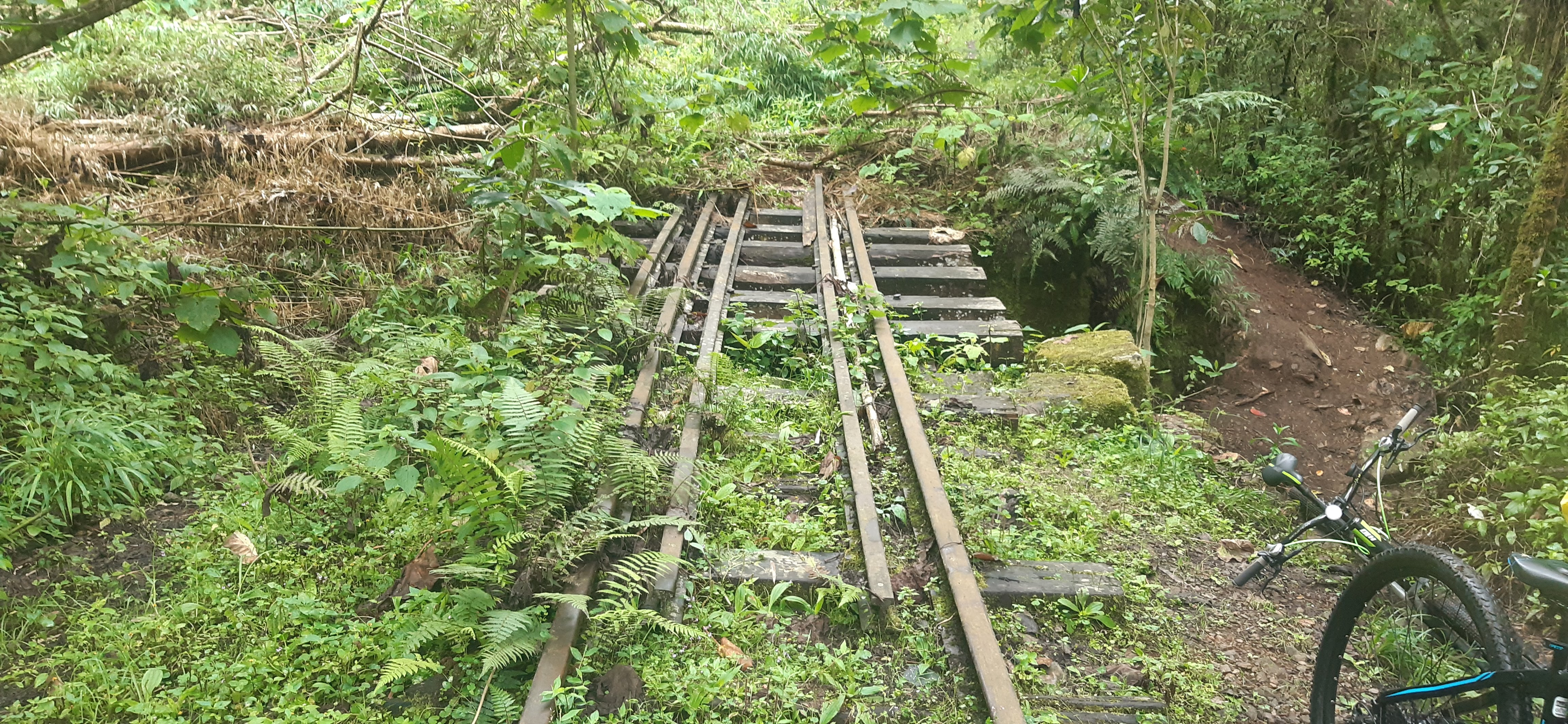
Puente saliendo del túnel de Zipacón.
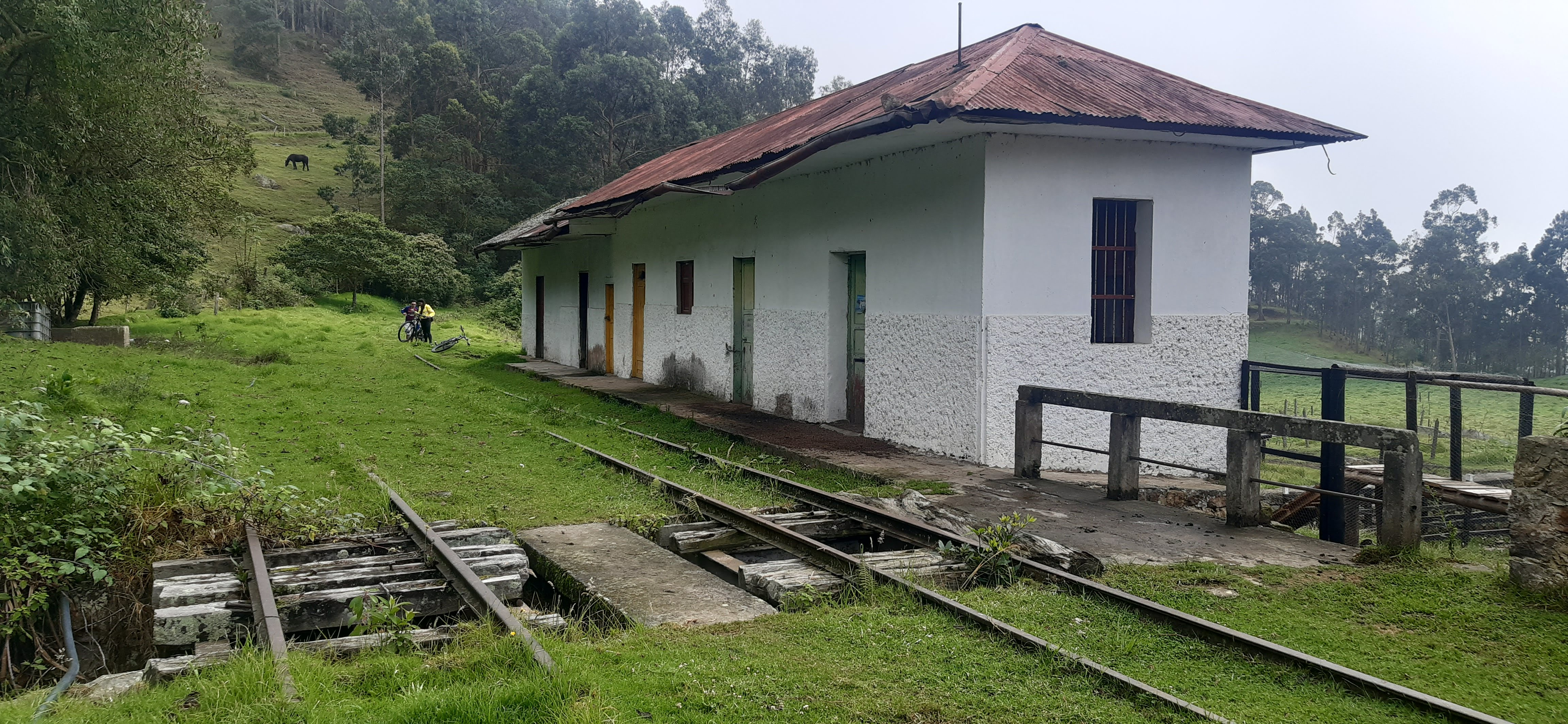
Parte trasera de la estación Satélite de Sebastopol y puentes en estado parcial de abandono.